# MSV Duisburg (kvinder)
Meidericher Spielverein 02 e. V. Duisburg, bedre kendt som MSV Duisburg, er en tysk fodboldklub for kvinder, hjemmehørende i Duisburg, Nordrhein-Westfalen. Klubben spiller i Bundesligaen, der er den øverste række indenfor kvindernes fodbold i Tyskland.

## Aktuel trup
Oversigten er opdateret til og med 17. februar 2017 
| Nr. | Land     | Position | Spiller                  |
| --- | -------- | -------- | ------------------------ |
| 1   | Tyskland | MM       | Meike Kämper             |
| 2   | Tyskland | FO       | Isabel Schenk            |
| 5   | Tyskland | FO       | Alice Hellfeier          |
| 6   | Tyskland | FO       | Marina Himmighofen       |
| 9   | Israel   | AN       | Lee Falkon               |
| 10  | Tyskland | MI       | Sofia Nati (vicekaptajn) |
| 11  | Tyskland | MI       | Linda Bresonik (kaptajn) |
| 13  | Canada   | MI       | Danica Wu                |
| 14  | Tyskland | MI       | Jülide Mirvan            |
| 16  | Schweiz  | FO       | Sandra Betschart         |
| 17  | Tyskland | MI       | Yvonne Zielinski         |
| 18  | Tyskland | AN       | Nicole Munzert           |

| Nr. | Land     | Position | Spiller               |
| --- | -------- | -------- | --------------------- |
| 19  | Tyskland | AN       | Stefanie Weichelt     |
| 20  | Tyskland | FO       | Julia Debitzki        |
| 21  | Tyskland | MI       | Selina Maria Boveleth |
| 22  | Tyskland | MI       | Lara Heß              |
| 23  | Tyskland | MM       | Lena Nuding           |
| 24  | Østrig   | FO       | Virginia Kirchberger  |
| 25  | Schweiz  | FO       | Rahel Kiwic           |
| 27  | Østrig   | AN       | Lisa Makas            |
| 28  | Ungarn   | AN       | Zsófia Rácz           |
| 30  | Tyskland | MI       | Anna-Sophie Fliege    |
| 31  | Østrig   | AN       | Simona Koren          |
| 33  | Tyskland | FO       | Kathleen Radtke       |